# Narutowicze (Białoruś)
Narutowicze (biał. Нарутавічы, ros. Нарутовичи) – wieś w rejonie bereskim obwodu brzeskiego Białorusi. 
W pobliżu południowego krańca wsi znajdują się źródła rzeki Baszty.

## Historia
Wieś magnacka hrabstwa sieleckiego położona była w końcu XVIII wieku powiecie brzeskolitewskim województwa brzeskolitewskiego. 
W dwudziestoleciu międzywojennym leżały w Polsce, w województwie poleskim, w powiecie powiecie prużańskim, w gminie Sielec. W 1921 miejscowość liczyła 73 mieszkańców, zamieszkałych w 13 budynkach, wyłącznie Polaków. 62 mieszkańców było wyznania prawosławnego, 9 rzymskokatolickiego i 2 mojżeszowego.
Po II wojnie światowej w granicach Związku Sowieckiego. Od 1991 w niepodległej Białorusi.